# Silvia Solar
Silvia Solar, née Geneviève Couzain à Paris le 20 mars 1940 et morte à Lloret de Mar le 17 mai 2011, est une actrice française.

## Biographie
Après avoir remporté un concours de beauté, elle a déménagé en Espagne pour prendre le rôle principal dans le film Les Clairons de la peur. Elle fait la connaissance du torero et acteur occasionnel Rogelio Madrid, et peu de temps après avoir terminé le tournage elle l'épouse et s'installe  définitivement en Espagne.
Silvia Solar a effectué l'essentiel de sa carrière en Espagne.

## Filmographie partielle
- 1957 : Les Lavandières du Portugal de Pierre Gaspard-Huit
- 1957 : C'est arrivé à 36 chandelles de Henri Diamant-Berger
- 1958 : Les Clairons de la peur (Los Clarines del miedo) de Antonio Román
- 1962 : Certains l'aiment noire (Vampiresas 1930) de Jesús Franco
- 1963 : Comme s'il en pleuvait (Rosa) de José Luis Monter
- 1964 : Les Bandits (Llanto por un bandito) de Carlos Saura
- 1965 : Le Chemin de l'or (Finger on the Trigger) de Sidney W. Pink : Violet Belmont
- 1966 : L'Homme de l'Interpol de Maurice Boutel
- 1966 : Si muore solo una volta de Giancarlo Romitelli : Jane
- 1966 : Pas de panique de Sergio Gobbi
- 1967 : Coplan ouvre le feu à Mexico de Riccardo Freda
- 1967 : Gentleman Killer (Gentleman Jo... uccidi) de Giorgio Stegani : Vicky
- 1968 : Dynamite en soie verte, de Harald Reinl
- 1974 : La Maison des filles perdues (Police Magnum 84), de Pierre Chevalier
- 1975 : Chats rouges dans un labyrinthe de verre (Gatti rossi in un labirinto di vetro) d'Umberto Lenzi
- 1976 : L'Homme à la tête coupée (Las ratas no duermen de noche) de Juan Fortuny : Ana
- 1976 : Mauricio, mon amour de Juan Bosch
- 1980 : Terreur cannibale de A.W. Steeve (Alain Deruelle)